# Zorzines viridans
Zorzines viridans là một loài bướm đêm trong họ Noctuidae.